# Oscar Franklin Smith
Oscar Franklin Smith (25 de marzo de 1950 –  Nashville, Tennessee, 22 de mayo de 2025) fue un hombre estadounidense condenado por asesinato capital en Tennessee y sentenciado a muerte. Smith estaba programado para ser ejecutado el 21 de abril de 2022; sin embargo, su ejecución fue pospuesta temporalmente por el gobernador Bill Lee debido a un error en la preparación para la inyección letal.
Smith estuvo encarcelado en el corredor de la muerte en la Institución de Máxima Seguridad Riverbend, y fue ejecutado por inyección letal el 22 de mayo de 2025.

## Crimen
El 1 de octubre de 1989, la esposa separada de Smith, Judy Robirds Smith, y sus hijos Chad Burnett y Jason Burnett fueron asesinados en Nashville, Tennessee. Judy fue asesinada de un disparo en el cuello y apuñalada varias veces. Chad recibió un disparo en el ojo izquierdo, el pecho superior y el torso izquierdo. Jason fue apuñalado en el cuello y el abdomen. En la escena del crimen se recuperó una lezna, pero nunca se encontraron el arma (un revólver calibre .22) ni el cuchillo.
En el momento del crimen, Smith estaba separado de su esposa. También había contratado un seguro de vida para las tres víctimas.

### Procedimientos legales
Durante el juicio, los investigadores de la escena del crimen testificaron que habían encontrado una huella de palma ensangrentada en la sábana junto al cuerpo de Judy Smith, la cual coincidía con la ausencia de los mismos dos dedos que le faltaban a Oscar Smith. Posteriormente, Smith contrató a un experto en huellas dactilares que cuestionó esta evidencia, alegando que el investigador había cometido numerosos errores y que no podía haber identificado la huella de forma concluyente.
El 26 de julio de 1990, Smith fue condenado a muerte por un jurado del condado de Davidson. Su ejecución fue programada inicialmente para llevarse a cabo en la silla eléctrica el 3 de diciembre de 1990, pero fue aplazada para permitir que Smith apelara su sentencia.

## Después de la condena
Smith fue uno de las decenas de reclusos condenados a muerte que se unieron a una demanda argumentando que la inyección letal equivale a una tortura sancionada por el Estado, y que dicha inyección genera una sensación de ahogamiento y ardor.
Smith tenía programada su ejecución para el 4 de junio de 2020 y el 4 de febrero de 2021, pero ambas fechas se pospusieron debido a la pandemia de COVID-19. Posteriormente, Smith fue programado para ser ejecutado el 21 de abril de 2022.
En marzo de 2022, los abogados de Smith del bufete Baker Botts presentaron una petición de clemencia al gobernador de Tennessee, Bill Lee, argumentando que la sentencia de Smith debía ser conmutada por cadena perpetua sin posibilidad de libertad condicional.
Como fue sentenciado a muerte antes de 1999, Smith podía elegir su método de ejecución, con las opciones de inyección letal o silla eléctrica. El 1 de abril se anunció que Smith no había elegido un método, lo que significaba que sería ejecutado por inyección letal.
En abril de 2022, Smith presentó una moción para reabrir su caso debido a nueva evidencia de ADN encontrada en el arma homicida. Su abogada, la defensora pública Amy D. Harwell, afirmó que "la evidencia de ADN muestra que un agresor desconocido, y no el Sr. Smith, utilizó el arma homicida ensangrentada encontrada en la escena del crimen para asesinar a la familia del Sr. Smith". Smith sostiene que no pudo haber presentado esta evidencia antes porque la tecnología utilizada para analizar el arma es reciente. También se encontró la huella digital de un investigador en el punzón. El 11 de abril de 2022, un tribunal de Tennessee rechazó reabrir el caso.
El 14 de abril de 2022, Smith solicitó a la Corte Suprema de Tennessee que anulara su fecha de ejecución. El 18 de abril de 2022, la Corte Suprema de Tennessee rechazó la apelación de Smith y su solicitud para anular la fecha de ejecución. El 19 de abril de 2022, Bill Lee declaró que no intervendría en la ejecución de Smith. El 21 de abril de 2022, su ejecución fue aplazada debido a una negligencia en la preparación de la inyección letal. El gobernador Bill Lee concedió una prórroga temporal y declaró: "Debido a una negligencia en la preparación para la inyección letal, la ejecución programada de Oscar Smith no se llevará a cabo esta noche. Concedo una prórroga temporal mientras abordamos el protocolo del Departamento de Corrección de Tennessee. Se divulgarán más detalles cuando estén disponibles".
El 2 de mayo de 2022, Lee anunció que el día de la ejecución programada de Smith se enteró de que el procedimiento adecuado para preparar la inyección letal no se había seguido correctamente. El procedimiento, que incluye pruebas para detectar endotoxinas, no se cumplió adecuadamente. Los químicos habían sido evaluados por potencia y esterilidad, pero no por endotoxinas. Por ello, suspendió todas las ejecuciones en Tennessee durante el resto del año y ordenó una revisión externa del proceso de inyección letal. A finales de 2024, el Departamento de Corrección de Tennessee había desarrollado un nuevo protocolo de inyección letal, permitiendo el uso de una combinación única de pentobarbital para llevar a cabo ejecuciones, lo que permitiría al estado de Tennessee reanudar las ejecuciones en un futuro cercano.

## Ejecución
En marzo de 2025, se firmó una nueva orden de ejecución para Smith, cuya ejecución fue reprogramada para el 22 de mayo de 2025. Smith fue el primero de los cuatro reclusos en fila para ser ejecutados en Tennessee en 2025; los otros tres fueron: Byron Lewis Black (5 de agosto de 2025), Donald Ray Middlebrooks (24 de septiembre de 2025) y Harold Wayne Nichols (11 de diciembre de 2025).